# Lộc Ngãi
Lộc Ngãi là một xã thuộc huyện Bảo Lâm, tỉnh Lâm Đồng, Việt Nam.

## Địa lý
Xã Lộc Ngãi có vị trí địa lý:
- Phía đông giáp xã Lộc Đức và huyện Di Linh
- Phía tây giáp thị trấn Lộc Thắng
- Phía nam giáp thành phố Bảo Lộc
- Phía bắc giáp xã Lộc Phú.

Xã Lộc Ngãi có diện tích 97,74 km², dân số năm 2022 là 16.181 người, mật độ dân số đạt 165 người/km².

## Lịch sử
Ngày 19 tháng 11 năm 1975, Ủy ban Cách mạng tỉnh Lâm Đồng ban hành Quyết định số 317/QĐ-UBCM về việc thành lập xã Lộc Ngãi thuộc huyện Bảo Lộc trên cơ sở vùng kinh tế mới Đạ Nga A và Đại Nga B.
Ngày 28 tháng 3 năm 1983, Hội đồng Bộ trưởng ban hành Quyết định số 22-HĐBT về việc thành lập xã Lộc Đức trên cơ sở một phần của xã Lộc Ngãi.
Ngày 11 tháng 7 năm 1994, Chính phủ ban hành Nghị định số 65-CP về việc chuyển xã Lộc Ngãi thuộc huyện Bảo Lộc cũ về huyện Bảo Lâm mới thành lập quản lý.
Ngày 21 tháng 1 năm 2020, HĐND tỉnh Lâm Đồng ban hành Nghị quyết số 166/NQ-HĐND về việc sáp nhập Thôn 14 vào Thôn 6.